# Onthophagus dedecor
Onthophagus dedecor är en skalbaggsart som beskrevs av Hans Daniel Johan Wallengren 1881. Onthophagus dedecor ingår i släktet Onthophagus och familjen bladhorningar. Inga underarter finns listade i Catalogue of Life.